# Spada della Vittoria
La Spada della Vittoria (thai: พระแสงขรรค์ชัยศรี, RTGS: Phra Saeng Khan Chaiyasi), è la spada di stato del Regno di Thailandia. Regalia ufficiale del Re di Thailandia, parti dei suoi gioielli della corona, ne rappresenta la forza militare ed il potere, reminiscenza di quando il re era anche e per davvero un guerriero, anche per mezzo della decorazione in oro del collo della spada tra la lama e l'elsa, che vede Garuḍa vāhana, simbolo della reincarnazione divina del re, fare da cavalcatura a Visnù.
Il nome della spada significa anche "Saggezza del Re" in quanto dovrebbe ricordare al re il suo dovere verso il suo popolo al fine di adempirvi con saggezza.

## Storia
La storia della spada è avvolta nel mito e nella leggenda: nel 1784 Chao Phraya Apai Publet della Cambogia ricevette la lama da dei pescatori che la ritrovarono nel Tonle Sap incastrata nella loro rete da pesca. Egli decise di donarla al sovrano siamese Rama I, primo sovrano del regno precursore quello di Thailandia, il Regno di Rattanakosin o del Siam, e capostipite della dinastia reale Chakri, che la completò come spada. Secondo la leggenda, si è detto che nel momento in cui la lama è arrivata a Bangkok sette diversi fulmini colpirono simultaneamente la città, anche oltre il cancello della città da dove la lama era entrata e oltre la porta principale del Grande Palazzo Reale.

## Utilizzo
Durante la cerimonia di incoronazione del nuovo monarca thailandese la spada viene consegnata da un bramino al nuovo sovrano e questi la utilizza con un forte simbolismo durante il giuramento di fedeltà in cui il re immerge solennemente la spada in una ciotola di acqua sacra che poi viene bevuta da esempio seguito da alti funzionari e ufficiali militari come segno di fedeltà all'istituzione della monarchia thailandese.